# Bartholomäus Eberl
Bartholomäus Eberl (* 2. November 1883 in Benediktbeuern; † 12. Februar 1960 in Gröbenzell) war ein römisch-katholischer Priester, Geograph, Volkskundler und Heimatpfleger.

## Leben
Nach dem Gymnasium und Theologiestudium in Dillingen an der Donau und in München war er ab 1908 Kaplan in Schwabmünchen. Von 1911 bis 1934 war er als Benefiziat in Obergünzburg beschäftigt. In München studierte er an der Technischen Universität Geologie sowie Geographie. 1928 promovierte er mit einer Arbeit über die Entstehung der Iller-Lech-Platte. Er erforschte die Landes- und Volkskunde, interessierte sich hierbei besonders für die Erkundung und Freilegung von Bodendenkmälern, hier insbesondere antike Römerstraßen. Im schwäbischen Alpenvorland ergründete er die glaziale Entwicklung.
Eberl wirkte auch im Bereich der Ortsnamenforschung, er setzte hier die natürlichen und siedlungsgeschichtlichen Grundlagen in einem zweiteiligen Werk. Ab 1929 war er ehrenamtlicher, ab 1934 hauptamtlicher Kreisheimatpfleger des Bezirks Schwaben. Er baute daraufhin eine ausgedehnte Allianz im Bereich der Heimatpflege und -forschung auf. 
Zum 1. Mai 1933 trat er der NSDAP bei (Mitgliedsnummer 1.874.579). Als von NS-Kultur beeinflusster Vorsitzender der Bayerischen Landesstelle für Volkskunde in München, stieß er die Forschung in den Bereichen Dialekt, Volksmusik, Tracht und Volksarchitektur an. Von 1934 bis 1944 war er Redakteur des Magazins Schwabenland.
Mit dem Ende der nationalsozialistischen Diktatur im Jahr 1945 verlor Bartholomäus Eberl als ehemaliges Parteimitglied sein Amt als Heimatpfleger. In der darauffolgenden Zeit setzte er sich mit der Erforschung der Bajuwaren auseinander und verfasste eine Geschichte über die Lechfeldschlacht.

## Publikationen
- Die Bajuwaren. Feststellungen und Fragestellungen zur Frühgeschichte des Baiernvolkes. Verl. d. Schwäb. Forschungsgemeinschaft, Augsburg 1966
- Die Burgställe um das Obergünzburger Becken. In: Heimatkundliche Mitteilungen. Obergünzburg 1932
- Die Eiszeitenfolge im nördlichen Alpenvorlande.  Dr. B. Filser Verlag, Augsburg 1930
- Die diluvialen Äblagerungen der Lech-Illerplatte und die Chronologie des Eiszeitalters. Dr. B. Filser Verlag, Augsburg 1928
- Die bayerischen Ortsnamen als Grundlage der Siedelungsgeschichte. Knorr & Hirth, München 1926 (2 Bände)